# Revival Tour
Die Revival Tour war die zweite Konzerttournee der US-amerikanischen Sängerin Selena Gomez. Sie begann am 6. Mai 2016 in Las Vegas und endete am 13. August 2016 vorzeitig in Auckland. Die Tour brach sie aufgrund ihrer Erkrankung ab. Gomez stellte bei der Tournee ihr zweites Studioalbum Revival vor.

## Hintergrund
Gomez kündigte die Tournee am 1. Oktober 2015 mit einem von ihr selbst hochgeladenen Video auf Instagram an. Anschließend daran gab sie am 23. Februar 2016 bekannt, dass die Band DNCE sie als Vorgruppe in Nordamerika begleiten wird.

## Vorgruppen
- DNCE (Nordamerika)
- Tyler Shaw (Kanada)
- Charlie Puth (Anaheim)
- Bea Miller (Nordamerika)
- Bahari (Nordamerika)

## Songliste
1. Revival
2. Same Old Love
3. Come & Get It (Neue Version)
4. Sober
5. Good For You
6. Survivors
7. Slow Down
8. Love You Like a Love Song (Neue Version)
9. Hands To Myself
10. Who Says
11. Transfiguration (Hilsong Worship Cover)
12. Nobody
13. Feel Me
14. Me & My Girls
15. Me & The Rhythm
16. Body Heat
17. Sweet Dreams (Eurythmics Cover)
18. Kill Em With Kindness
19. I Want You To Know
20. Revival (Remix)

## Konzerte
| Datum           | Stadt            | Land               | Veranstaltungsort               | Vorband           | Besucherzahl   | Einnahmen   |
| Nordamerika     | Nordamerika      | Nordamerika        | Nordamerika                     | Nordamerika       | Nordamerika    | Nordamerika |
| --------------- | ---------------- | ------------------ | ------------------------------- | ----------------- | -------------- | ----------- |
| 6. Mai 2016     | Las Vegas        | Vereinigte Staaten | Mandalay Bay Events Center      | DNCE              | 8,471 / 8,863  | $589,890    |
| 8. Mai 2016     | Fresno           | Vereinigte Staaten | Save Mart Center                | DNCE              | —              | —           |
| 10. Mai 2016    | Sacramento       | Vereinigte Staaten | Sleep Train Arena               | DNCE              | —              | —           |
| 11. Mai 2016    | San Jose         | Vereinigte Staaten | SAP Center                      | DNCE              | —              | —           |
| 13. Mai 2016    | Seattle          | Vereinigte Staaten | KeyArena                        | DNCE              | —              | —           |
| 14. Mai 2016    | Vancouver        | Kanada             | Rogers Arena                    | DNCE Tyler Shaw   | —              | —           |
| 16. Mai 2016    | Edmonton         | Kanada             | Rexall Place                    | DNCE              | 9,131 / 13,051 | $543,719    |
| 17. Mai 2016    | Calgary          | Kanada             | Scotiabank Saddledome           | DNCE              | —              | —           |
| 19. Mai 2016    | Saskatoon        | Kanada             | SaskTel Centre                  | DNCE              | —              | —           |
| 20. Mai 2016    | Winnipeg         | Kanada             | MTS Centre                      | DNCE Tyler Shaw   | —              | —           |
| 22. Mai 2016    | Toronto          | Kanada             | Air Canada Centre               | DNCE              | —              | —           |
| 23. Mai 2016    | London           | Kanada             | Budweiser Gardens               | DNCE              | 7,948 / 8,635  | $488,500    |
| 25. Mai 2016    | Ottawa           | Kanada             | Canadian Tire Centre            | DNCE              | —              | —           |
| 26. Mai 2016    | Montreal         | Kanada             | Bell Centre                     | DNCE              | —              | —           |
| 28. Mai 2016    | Boston           | Vereinigte Staaten | TD Garden                       | DNCE              | —              | —           |
| 29. Mai 2016    | Uncasville       | Vereinigte Staaten | Mohegan Sun Arena               | DNCE              | —              | —           |
| 1. Juni 2016    | Brooklyn         | Vereinigte Staaten | Barclays Center                 | DNCE              | —              | —           |
| 2. Juni 2016    | Newark           | Vereinigte Staaten | Prudential Center               | DNCE              | —              | —           |
| 4. Juni 2016    | Washington, D.C. | Vereinigte Staaten | Verizon Center                  | DNCE              | —              | —           |
| 5. Juni 2016    | Cincinnati       | Vereinigte Staaten | U.S. Bank Arena                 | DNCE              | —              | —           |
| 7. Juni 2016    | Charlotte        | Vereinigte Staaten | Time Warner Cable Arena         | DNCE              | —              | —           |
| 9. Juni 2016    | Atlanta          | Vereinigte Staaten | Philips Arena                   | DNCE              | —              | —           |
| 10. Juni 2016   | Orlando          | Vereinigte Staaten | Amway Center                    | DNCE              | —              | —           |
| 11. Juni 2016   | Miami            | Vereinigte Staaten | American Airlines Arena         | DNCE              | —              | —           |
| 14. Juni 2016   | New Orleans      | Vereinigte Staaten | Smoothie King Center            | DNCE              | —              | —           |
| 15. Juni 2016   | Houston          | Vereinigte Staaten | Toyota Center                   | DNCE              | —              | —           |
| 17. Juni 2016   | Austin           | Vereinigte Staaten | Frank Erwin Center              | DNCE              | —              | —           |
| 18. Juni 2016   | Dallas           | Vereinigte Staaten | American Airlines Center        | DNCE              | —              | —           |
| 19. Juni 2016   | Tulsa            | Vereinigte Staaten | BOK Center                      | DNCE              | —              | —           |
| 21. Juni 2016   | Nashville        | Vereinigte Staaten | Bridgestone Arena               | DNCE              | —              | —           |
| 22. Juni 2016   | Louisville       | Vereinigte Staaten | KFC Yum! Center                 | DNCE              | —              | —           |
| 24. Juni 2016   | Auburn Hills     | Vereinigte Staaten | The Palace of Auburn Hills      | DNCE              | —              | —           |
| 25. Juni 2016   | Chicago          | Vereinigte Staaten | United Center                   | DNCE              | —              | —           |
| 26. Juni 2016   | St. Louis        | Vereinigte Staaten | Scottrade Center                | DNCE              | —              | —           |
| 28. Juni 2016   | St. Paul         | Vereinigte Staaten | Xcel Energy Center              | DNCE              | —              | —           |
| 29. Juni 2016   | Milwaukee        | Vereinigte Staaten | Marcus Amphitheater             | DNCE              | —              | —           |
| 1. Juli 2016    | Kansas City      | Vereinigte Staaten | Sprint Center                   | DNCE              | —              | —           |
| 2. Juli 2016    | Denver           | Vereinigte Staaten | Pepsi Center                    | DNCE              | —              | —           |
| 5. Juli 2016    | Phoenix          | Vereinigte Staaten | Talking Stick Resort Arena      | DNCE              | —              | —           |
| 6. Juli 2016    | San Diego        | Vereinigte Staaten | Valley View Casino Center       | DNCE              | —              | —           |
| 8. Juli 2016    | Los Angeles      | Vereinigte Staaten | Staples Center                  | DNCE              | —              | —           |
| 9. Juli 2016    | Anaheim          | Vereinigte Staaten | Honda Center                    | DNCE Charlie Puth | —              | —           |
| 11. Juli 2016   | Quebec City      | Kanada             | Plains of Abraham               | —                 | —              | —           |
| Asien           |                  |                    |                                 |                   |                |             |
| 23. Juli 2016   | Jakarta          | Indonesien         | Indonesia Convention Exhibition | …                 | –              | –           |
| 25. Juli 2016   | Kuala Lumpur     | Malaysia           | Malawati-Stadion                | …                 | –              | –           |
| 27. Juli 2016   | Singapur         | Singapur           | Singapore Indoor Stadium        | …                 | –              | –           |
| 29. Juli 2016   | Pak Kret         | Thailand           | Impact Mueang Thong Thani       | …                 | –              | –           |
| 31. Juli 2016   | Manila           | Philippinen        | MOA Arena                       | …                 | –              | –           |
| 2. August 2016  | Tokio            | Japan              | Tokio International Forum       | …                 | –              | –           |
| 3. August 2016  | Tokio            | Japan              | Tokio International Forum       | …                 | –              | –           |
| Ozeanien        |                  |                    |                                 |                   |                |             |
| 6. August 2016  | Melbourne        | Australien         | Margaret Court Arena            | …                 | –              | –           |
| 9. August 2016  | Sydney           | Australien         | Hordern Pavilion                | …                 | –              | –           |
| 11. August 2016 | Brisbane         | Australien         | Brisbane Entertainment Centre   | …                 | –              | –           |
| 13. August 2016 | Auckland         | Neuseeland         | Vector Arena                    | …                 | –              | –           |

## Abgesagte Konzerte
| Datum             | Stadt            | Land                         | Veranstaltungsort      | Grund                          |
| ----------------- | ---------------- | ---------------------------- | ---------------------- | ------------------------------ |
| 6. August 2016    | Guangzhou        | Volksrepublik China          | Guangzhou Gymnasium    | Konzert von Regierung verboten |
| 8. August 2016    | Shanghai         | Volksrepublik China          | Mercedes-Benz Arena    | Konzert von Regierung verboten |
| 10. Oktober 2016  | Helsinki         | Finnland                     | Hartwall Arena         | Erkrankung                     |
| 12. Oktober 2016  | Stockholm        | Schweden                     | Ericsson Globe         | Erkrankung                     |
| 13. Oktober 2016  | Oslo             | Norwegen                     | Oslo Spektrum          | Erkrankung                     |
| 15. Oktober 2016  | Kopenhagen       | Dänemark                     | Forum                  | Erkrankung                     |
| 17. Oktober 2016  | Köln             | Deutschland                  | Lanxess Arena          | Erkrankung                     |
| 18. Oktober 2016  | Amsterdam        | Niederlande                  | Ziggo Dome             | Erkrankung                     |
| 19. Oktober 2016  | Paris            | Frankreich                   | AccorHotels Arena      | Erkrankung                     |
| 22. Oktober 2016  | Esch-sur-Alzette | Luxemburg                    | Rockhal                | Erkrankung                     |
| 24. Oktober 2016  | Prag             | Tschechien                   | O₂ Arena               | Erkrankung                     |
| 26. Oktober 2016  | Assago           | Italien                      | Mediolanum Forum       | Erkrankung                     |
| 28. Oktober 2016  | München          | Deutschland                  | Olympiahalle           | Erkrankung                     |
| 29. Oktober 2016  | Zürich           | Schweiz                      | Hallenstadion          | Erkrankung                     |
| 31. Oktober 2016  | Frankfurt        | Deutschland                  | Festhalle              | Erkrankung                     |
| 1. November 2016  | Antwerpen        | Belgien                      | Sportpaleis            | Erkrankung                     |
| 2. November 2016  | Manchester       | Vereinigtes Königreich       | Manchester Arena       | Erkrankung                     |
| 4. November 2016  | London           | Vereinigtes Königreich       | The O₂                 | Erkrankung                     |
| 6. November 2016  | Birmingham       | Vereinigtes Königreich       | Genting Arena          | Erkrankung                     |
| 8. November 2016  | Dublin           | Irland                       | 3Arena                 | Erkrankung                     |
| 10. November 2016 | Glasgow          | Schottland                   | SSE Hydro              | Erkrankung                     |
| 14. November 2016 | Madrid           | Spanien                      | Palacio Vistalegre     | Erkrankung                     |
| 16. November 2016 | Lissabon         | Portugal                     | MEO Arena              | Erkrankung                     |
| 18. November 2016 | Dubai            | Vereinigte Arabische Emirate | Autism Rocks Arena     | Erkrankung                     |
| 14. Dezember 2016 | Mexiko-Stadt     | Mexiko                       | Arena Ciudad de México | Erkrankung                     |
| 16. Dezember 2016 | Monterrey        | Mexiko                       | Arena Monterrey        | Erkrankung                     |
| 18. Dezember 2016 | Guadalajara      | Mexiko                       | Auditorio Telmex       | Erkrankung                     |